# Belichtungsgerät

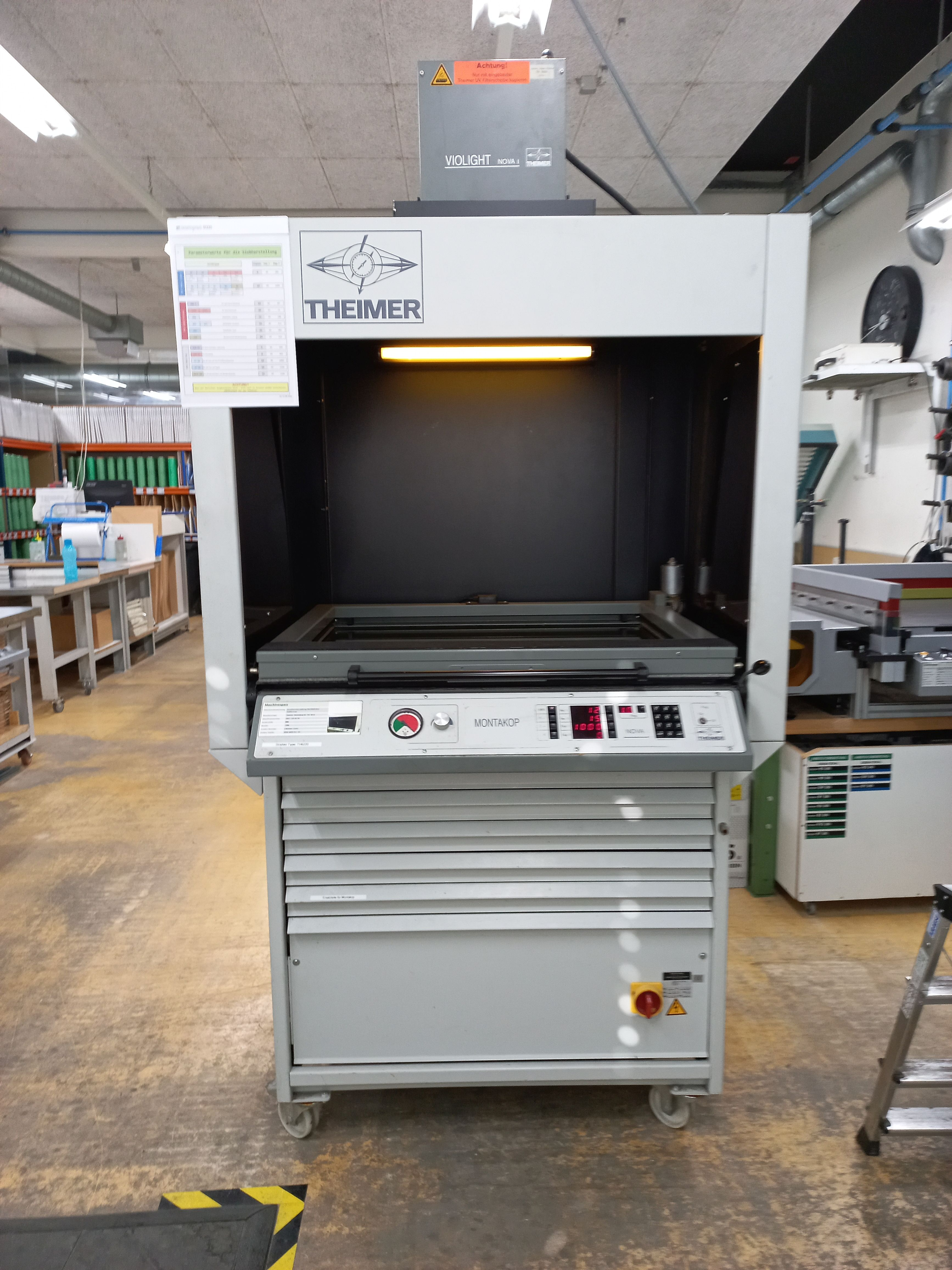
Belichtungsgerät der Fa. Theimer beim Etikettenhersteller Carini in Lustenau

Ein Belichtungsgerät ist ein Gerät, das normalerweise für Fotogravur im Tiefdruck, Siebdruck, Offsetdruck oder bei der Leiterplattenherstellung ( Elektronik ) Verwendung findet.

## Fotosatz
Etwa ab den 1950er Jahren gewann hier der Fotosatz an Bedeutung, bei dem sich die Schrift auf einer Fotoschablone, einer Scheibe oder einem Streifen mit Schriftnegativ befindet (siehe Intertype-Fotosetter, Monophoto). Im Belichtungsgerät wurden die Zeichen einzeln ausgerichtet und auf Fotopapier oder Film belichtet. Im Akzidenzbereich kam in diesem Zeitraum außerdem das Diatype-Fotosatzgerät auf den Markt.
Der Fotosatz entwickelte sich technisch fort, stieß jedoch an Grenzen der mechanischen Umsetzbarkeit. Ab Mitte der 1980er Jahre bekam er starke Konkurrenz vom digitalen Satz (siehe dazu: Satzrechner, Desktop-Publishing), der ihn in den 1990er Jahren verdrängte.

## Leiterplattenfertigung
In Leiterplattenfertigung, die Herstellung der Leiterbahnen erfolgt in der Regel fotolithografisch, indem eine dünne Schicht lichtempfindlichen Fotolacks auf die Oberfläche der noch vollständig metallisierten Platte aufgebracht wird. Nach der Belichtung des Fotolacks durch eine Maske mit dem gewünschten Platinenlayout sind je nach verwendetem Fotolack entweder die belichteten oder die unbelichteten Anteile des Lacks löslich in einer passenden Entwicklerlösung und werden entfernt. Bringt man die so behandelte Leiterplatte in eine geeignete Ätzlösung (z. B. in Wasser gelöstes Eisen(III)-chlorid oder Natriumpersulfat oder mit Salzsäure + Wasserstoffperoxid), so wird nur der freigelegte Teil der metallisierten Oberfläche angegriffen; die vom Fotolack bedeckten Anteile bleiben erhalten, weil der Lack beständig gegen die Ätzlösung ist.